# Chirosia latipennis
Chirosia latipennis este o specie de muște din genul Chirosia, familia Anthomyiidae. A fost descrisă pentru prima dată de Zetterstedt în anul 1838. Conform Catalogue of Life specia Chirosia latipennis nu are subspecii cunoscute.